# Natalândia
Natalândia est une municipalité brésilienne à 3 heures 20 de la capital du Brésil, situé dans l'État du Minas Gerais et la microrégion d'Unaí.